# Feng Yuan
Feng Yuan (???) és una advocada xinesa que ha destacat pel seu activisme i per la defensa dels drets de les dones xineses des dels anys vuitanta, i ha treballat contra la violència de gènere i la discriminació.

## Biografia
Des de mitjans dels anys 90, Feng va ocupar diferents càrrecs en entitats xineses relacionades amb la defensa dels drets de les dones. Així, va fundar, coordinar, presidir o formar part de la junta directiva d’institucions com Media Monitor Network for Women (Monitor de Mitjans per a la Xarxa de Dones, 1996-), Gender and Development Network in China (Xarxa de Gènere i Desenvolupament de la Xina, 2000-), el Centre for Women's Studies at Shantou University (Centre d'Estudis de la Dona a la Universitat de Shantou) o Women Network for Combating HIV/ SIDA (Xarxa contra la violència domèstica, Xarxa de dones contra la sida/Xina, 2009-) També va ser membre fundadora i presidenta de la Xarxa Anti-Violència Domèstica (2000-2014).
Igualment, va ser una de les fundadores de la ONG Equality, que té com a objectiu salvaguardar els drets de les dones i la igualtat de gènere. L'entitat treballa per acabar amb la violència domèstica i ajuda les supervivents de la violència i està subvencionada pel Fons de Desenvolupament de les Nacions Unides per a la Dona per acabar amb la violència contra les dones.
El desembre de 2024, Feng Yuan va ser inclosa a la llista de les 100 dones de la BBC.